# Bretstein
Bretstein es un municipio de Austria en el Distrito de Murtal, dentro del Estado federado de Estiria. 

## Geografía

### Situación geográfica
La población se halla en la cadena montañósa del Bajo Tauern (Niederen Tauern) y abarca el Valle del Bretsteinbach y las cimas circundantes. La cota máxima es el Bruderkogel, con 2.299 msm. El núcleo de Bretstein se sitúa a unos 25 km al noroeste de Judenburg.

### Subdivisión del municipio
Poblaciones: Authal, Bretstein, Bretstein-Gassen, Bretstein vor der Kirche, Bretsteingraben.

### Municipios vecinos
- Oppenberg (Distrito de Liezen)
- Rottenmann (Distrito de Liezen)
- Sankt Johann am Tauern (Distrito de Judenburg)
- Sankt Oswald-Möderbrugg (Distrito de Judenburg)
- Pusterwald (Distrito de Judenburg)

## Historia
El nombre de Bretstein se menciona por primera vez en 1310. El emplazamiento actual del municipio pasó en el 860 al arzobispado del Salzburgo, pero no fue desbrozado y habitado hasta los siglos XI-XII. 
Durante III Reich hubo en el lugar de Bretsteinergraben un campo anejo del Campo de concentración de Mauthausen. En abril de 2003 se erigió en dicha ubicación un monumento del que se ocupa una Asociación creada para tal fin.

## Población
Según el padrón de 2001 la población asciende a 347 habitantes. 95,4 % de ellos son de nacionalidad austriaca. Se declaran pertenecientes a la Iglesia católica el 94,8 % de los habitantes, mientras que un 2,3 % no tienen confesión religiosa.

## Política
El Consejo Municipal consta de 9 miembros y tras las elecciones municipales de 2005 reparte sus mandatarios entre los siguientes partidos:
- 5 ÖVP
- 3 SPÖ
- 1 FPÖ